# Bundesliga de 2019–20
A Bundesliga de 2019–20 foi a 57ª edição da primeira divisão do futebol alemão. O Bayern de Munique era o atual campeão, e conseguiu o inédito octacampeonato em 16 de junho de 2020, ao vencer o Werder Bremen fora de casa por 1–0.
Em 13 de março de 2020, a DFL suspendeu a Bundesliga devido ao Surto de COVID-19 na Alemanha. Após a autorização do governo alemão, a DFL oficializou o retorno da Bundesliga para o dia 16 de maio, sendo a primeira grande liga de futebol da Europa a voltar.

## Efeitos do Surto de COVID-19
Em 8 de março de 2020, o Ministro Federal da Saúde, Jens Spahn, recomendou o cancelamento de eventos com mais de 1.000 pessoas. No dia seguinte, a DFL anunciou que a temporada da Bundesliga seria concluída para garantir o planejamento da temporada seguinte. No dia 10 de março, foi anunciado que a partida entre o Borussia Mönchengladbach e o Köln, no dia 11 de março, seria disputado a portas fechadas, a primeira ocorrência desse tipo na história da liga. Devido a restrições locais nas reuniões públicas, todos os jogos da rodada 26 (13 a 16 de março) foram planejados para serem disputados sem espectadores. No entanto, a rodada foi adiada em 13 de março devido a problemas de segurança. Em 16 de março, a assembléia geral da DFL suspendeu a liga até pelo menos 2 de abril e agendou outra reunião para a última semana de março para discutir como a competição deve ocorrer.
Em 13 de março de 2020, Luca Kilian, do Paderborn, foi o primeiro jogador da Bundesliga a dar positivo para o COVID-19.
Após a autorização do governo alemão, a DFL oficializou o retorno da Bundesliga, com portões fechados, para o dia 16 de maio. A data marca o reinício a partir da 26° rodada.

## Regulamento
Os 18 clubes se enfrentarão em jogos de ida e volta no sistema de pontos corridos. O clube que somar o maior número de pontos será declarado campeão. Além do campeão, o 2º, 3º e 4º colocados garantirão vagas na Liga dos Campeões da UEFA. O 5º colocado estará na fase de grupos da Liga Europa da UEFA, enquanto o 6º colocado disputará a fase preliminar da mesma competição.
Por outro lado, os últimos dois colocados serão rebaixados à 2. Bundesliga. O 16º colocado, por sua vez, disputará um play-off contra o 3º colocado da 2. Bundesliga para saber quem jogará a elite na temporada seguinte.
Nessa temporada, o número de substitutos permitidos no banco de reservas aumentou de sete para nove. Após o reinício, a DFL, com a autorização da IFAB, permitiu que as equipes façam até cinco substituições por partida pelo restante da temporada.

### Critérios de desempate
- Maior saldo de gols;
- Maior número de gols pró;
- Confronto direto.

## Participantes

### Promovidos e rebaixados
| Pos. | Rebaixados da Bundesliga |
| ---- | ------------------------ |
| 16º  | Stuttgart (play-offs)    |
| 17º  | Hannover 96              |
| 18º  | Nürnberg                 |

| Pos. | Promovidos da 2. Bundesliga |
| ---- | --------------------------- |
| 1º   | Köln                        |
| 2º   | Paderborn                   |
| 3º   | Union Berlin (play-offs)    |

### Equipes por estado
| Estado                     | N.º | Equipes |
| -------------------------- | --- | --- |
| Renânia do Norte-Vestfália | 7   | Bayer Leverkusen, Borussia Dortmund, Borussia Mönchengladbach, Fortuna Düsseldorf, Köln, Paderborn e Schalke 04 |
| Baden-Württemberg          | 2   | Freiburg e Hoffenheim                                                                                           |
| Baviera                    | 2   | Augsburg e Bayern de Munique                                                                                    |
| Berlim                     | 2   | Hertha Berlim e Union Berlin                                                                                    |
| Baixa Saxônia              | 1   | Wolfsburg |
| Bremen                     | 1   | Werder Bremen                                                                                                   |
| Hesse                      | 1   | Eintracht Frankfurt                                                                                             |
| Renânia-Palatinado         | 1   | Mainz 05 |
| Saxônia                    | 1   | RB Leipzig |

### Informações das equipes
| Equipe                   | Cidade                | Treinador              | Capitão             | Estádio (mando)        | Capacidade | Material Esportivo |
| ------------------------ | --------------------- | ---------------------- | ------------------- | ---------------------- | ---------- | ------------------ |
| Augsburg                 | Augsburgo             | Heiko Herrlich         | Daniel Baier        | WWK Arena              | 30.660     | Nike               |
| Bayer Leverkusen         | Leverkusen            | Peter Bosz             | Lars Bender         | BayArena               | 30.210     | Jako               |
| Bayern de Munique        | Munique               | Hans-Dieter Flick      | Manuel Neuer        | Allianz Arena          | 75.000     | Adidas             |
| Borussia Dortmund        | Dortmund              | Lucien Favre           | Marco Reus          | Signal Iduna Park      | 81.365     | Puma               |
| Borussia Mönchengladbach | Mönchengladbach       | Marco Rose             | Lars Stindl         | Borussia-Park          | 59.724     | Puma               |
| Eintracht Frankfurt      | Frankfurt am Main     | Adi Hütter             | David Abraham       | Commerzbank-Arena      | 51.500     | Nike               |
| Fortuna Düsseldorf       | Düsseldorf            | Uwe Rösler             | Oliver Fink         | Merkur Spiel-Arena     | 54.600     | Uhlsport           |
| Freiburg                 | Friburgo em Brisgóvia | Christian Streich      | Mike Frantz         | Schwarzwald-Stadion    | 24.000     | Hummel             |
| Hertha Berlin            | Berlim                | Bruno Labbadia         | Vedad Ibišević      | Olympiastadion         | 74.649     | Nike               |
| Hoffenheim               | Sinsheim              | Marcel Rapp (interino) | Kevin Vogt          | PreZero Arena          | 30.150     | Joma               |
| Köln                     | Colônia               | Markus Gisdol          | Jonas Hector        | RheinEnergieStadion    | 49.698     | Uhlsport           |
| Mainz 05                 | Mainz                 | Achim Beierlorzer      | Stefan Bell         | Opel Arena             | 34.000     | Lotto              |
| Paderborn                | Paderborn             | Steffen Baumgart       | Christian Strohdiek | Benteler-Arena         | 15.000     | Saller             |
| RB Leipzig               | Leipzig               | Julian Nagelsmann      | Willi Orban         | Red Bull Arena         | 42.558     | Nike               |
| Schalke 04               | Gelsenkirchen         | David Wagner           | Alexander Nübel     | Veltins-Arena          | 62.271     | Umbro              |
| Union Berlin             | Berlim                | Urs Fischer            | Christopher Trimmel | An der Alten Försterei | 22.012     | Adidas             |
| Werder Bremen            | Bremen                | Florian Kohfeldt       | Niklas Moisander    | Weser-Stadion          | 42.100     | Umbro              |
| Wolfsburg                | Wolfsburg             | Oliver Glasner         | Josuha Guilavogui   | Volkswagen Arena       | 30.000     | Nike               |

### Mudanças de treinadores
| Clube                    | Antecessor        | Motivo                     | Data da vaga            | Pos           | Sucessor               | Data da nomeação       |
| ------------------------ | ----------------- | -------------------------- | ----------------------- | ------------- | ---------------------- | ---------------------- |
| Hoffenheim               | Julian Nagelsmann | Contratado pelo RB Leipzig | 21 de junho de 2018     | Pré-temporada | Alfred Schreuder       | 19 de março de 2019    |
| RB Leipzig               | Ralf Rangnick     | Remanejado                 | 9 de julho de 2018      | Pré-temporada | Julian Nagelsmann      | 21 de junho de 2018    |
| Wolfsburg                | Bruno Labbadia    | Fim de contrato            | 12 de março de 2019     | Pré-temporada | Oliver Glasner         | 23 de abril de 2019    |
| Schalke 04               | Huub Stevens      | Fim de contrato            | 14 de março de 2019     | Pré-temporada | David Wagner           | 9 de maio de 2019      |
| Borussia Mönchengladbach | Dieter Hecking    | Demitido                   | 2 de abril de 2019      | Pré-temporada | Marco Rose             | 10 de abril de 2019    |
| Hertha Berlim            | Pál Dárdai        | Consenso mútuo             | 16 de abril de 2019     | Pré-temporada | Ante Čović             | 12 de maio de 2019     |
| Köln                     | André Pawlak      | Fim de contrato            | 27 de abril de 2019     | Pré-temporada | Achim Beierlorzer      | 13 de maio de 2019     |
| Bayern de Munique        | Niko Kovač        | Consenso mútuo             | 3 de novembro de 2019   | 4º            | Hans-Dieter Flick      | 3 de novembro de 2019  |
| Köln                     | Achim Beierlorzer | Demitido                   | 9 de novembro de 2019   | 17º           | Markus Gisdol          | 18 de novembro de 2019 |
| Mainz 05                 | Sandro Schwarz    | Consenso mútuo             | 10 de novembro de 2019  | 16º           | Achim Beierlorzer      | 18 de novembro de 2019 |
| Hertha Berlim            | Ante Čović        | Consenso mútuo             | 27 de novembro de 2019  | 15º           | Jürgen Klinsmann       | 27 de novembro de 2019 |
| Fortuna Düsseldorf       | Friedhelm Funkel  | Demitido                   | 29 de janeiro de 2020   | 18ª           | Uwe Rösler             | 29 de janeiro de 2020  |
| Hertha Berlim            | Jürgen Klinsmann  | Resignado                  | 11 de fevereiro de 2020 | 14ª           | Bruno Labbadia         | 9 de abril de 2020     |
| Augsburg                 | Martin Schmidt    | Demitido                   | 9 de março de 2020      | 14ª           | Heiko Herrlich         | 10 de março de 2020    |
| Hoffenheim               | Alfred Schreuder  | Consenso mútuo             | 9 de junho de 2020      | 7º            | Marcel Rapp (interino) | 9 de junho de 2020     |

## Classificação
| Pos | Equipe                   | Pts | J  | V  | E  | D  | GP  | GC | SG  | Classificação ou descenso                              |
| --- | ------------------------ | --- | -- | -- | -- | -- | --- | -- | --- | ------------------------------------------------------ |
| 1   | Bayern de Munique (C)    | 82  | 34 | 26 | 4  | 4  | 100 | 32 | +68 | Fase de Grupos da Liga dos Campeões da UEFA de 2020–21 |
| 2   | Borussia Dortmund        | 69  | 34 | 21 | 6  | 7  | 84  | 41 | +43 | Fase de Grupos da Liga dos Campeões da UEFA de 2020–21 |
| 3   | RB Leipzig               | 66  | 34 | 18 | 12 | 4  | 81  | 37 | +44 | Fase de Grupos da Liga dos Campeões da UEFA de 2020–21 |
| 4   | Borussia Mönchengladbach | 65  | 34 | 20 | 5  | 9  | 66  | 40 | +26 | Fase de Grupos da Liga dos Campeões da UEFA de 2020–21 |
| 5   | Bayer Leverkusen         | 63  | 34 | 19 | 6  | 9  | 61  | 44 | +17 | Fase de Grupos da Liga Europa da UEFA de 2020–21[a]    |
| 6   | Hoffenheim               | 52  | 34 | 15 | 7  | 12 | 53  | 53 | 0   | Fase de Grupos da Liga Europa da UEFA de 2020–21[a]    |
| 7   | Wolfsburg                | 49  | 34 | 13 | 10 | 11 | 48  | 46 | +2  | Play-offs da Liga Europa da UEFA de 2020–21[a]         |
| 8   | Freiburg                 | 48  | 34 | 13 | 9  | 12 | 48  | 47 | +1  |                                                        |
| 9   | Eintracht Frankfurt      | 45  | 34 | 13 | 6  | 15 | 59  | 60 | −1  |                                                        |
| 10  | Hertha Berlim            | 41  | 34 | 11 | 8  | 15 | 48  | 59 | −11 |                                                        |
| 11  | Union Berlin             | 41  | 34 | 12 | 5  | 17 | 41  | 58 | −17 |                                                        |
| 12  | Schalke 04               | 39  | 34 | 9  | 12 | 13 | 38  | 58 | −20 |                                                        |
| 13  | Mainz 05                 | 37  | 34 | 11 | 4  | 19 | 44  | 65 | −21 |                                                        |
| 14  | Köln                     | 36  | 34 | 10 | 6  | 18 | 51  | 69 | −18 |                                                        |
| 15  | Augsburg                 | 36  | 34 | 9  | 9  | 16 | 45  | 63 | −18 |                                                        |
| 16  | Werder Bremen            | 31  | 34 | 8  | 7  | 19 | 42  | 69 | −27 | Play-off do Rebaixamento                               |
| 17  | Fortuna Düsseldorf       | 30  | 34 | 6  | 12 | 16 | 36  | 67 | −31 | Zona de rebaixamento à 2. Bundesliga de 2020–21        |
| 18  | Paderborn                | 20  | 34 | 4  | 8  | 22 | 37  | 74 | −37 | Zona de rebaixamento à 2. Bundesliga de 2020–21        |

1. 1 2  Desde que o vencedor da Copa da Alemanha de Futebol de 2019–20, Bayern de Munique, se classificou para a Liga dos Campeões com base na posição da liga, a vaga na fase de grupos da Liga Europa foi passada para o sexto colocado e a segunda pré-eliminatória da Liga Europa foi passada para o sétimo colocado.

## Confrontos
|                          | AUG | LEV | BMU | BVB | BMG | EIN | FOR | FRE | HER | HOF | KÖL | MAI | PAD | RBL | SCH | UNB | WER | WOL |
| ------------------------ | --- | --- | --- | --- | --- | --- | --- | --- | --- | --- | --- | --- | --- | --- | --- | --- | --- | --- |
| Augsburg                 | —   | 0–3 | 2–2 | 3–5 | 2–3 | 2–1 | 3–0 | 1–1 | 4–0 | 1–3 | 1–1 | 2–1 | 0–0 | 1–2 | 2–3 | 1–1 | 2–1 | 1–2 |
| Bayer Leverkusen         | 2–0 | —   | 2–4 | 4–3 | 1–2 | 4–0 | 3–0 | 1–1 | 0–1 | 0–0 | 3–1 | 1–0 | 3–2 | 1–1 | 2–1 | 2–0 | 2–2 | 1–4 |
| Bayern de Munique        | 2–0 | 1–2 | —   | 4–0 | 2–1 | 5–2 | 5–0 | 3–1 | 2–2 | 1–2 | 4–0 | 6–1 | 3–2 | 0–0 | 5–0 | 2–1 | 6–1 | 2–0 |
| Borussia Dortmund        | 5–1 | 4–0 | 0–1 | —   | 1–0 | 4–0 | 5–0 | 1–0 | 1–0 | 0–4 | 5–1 | 0–2 | 3–3 | 3–3 | 4–0 | 5–0 | 2–2 | 3–0 |
| Borussia Mönchengladbach | 5–1 | 1–3 | 2–1 | 1–2 | —   | 4–2 | 2–1 | 4–2 | 2–1 | 1–1 | 2–1 | 3–1 | 2–0 | 1–3 | 0–0 | 4–1 | 3–1 | 3–0 |
| Eintracht Frankfurt      | 5–0 | 3–0 | 5–1 | 2–2 | 1–3 | —   | 2–1 | 3–3 | 2–2 | 1–0 | 2–4 | 0–2 | 3–2 | 2–0 | 2–1 | 1–2 | 2–2 | 0–2 |
| Fortuna Düsseldorf       | 1–1 | 1–3 | 0–4 | 0–1 | 1–4 | 1–1 | —   | 1–2 | 3–3 | 2–2 | 2–0 | 1–0 | 0–0 | 0–3 | 2–1 | 2–1 | 0–1 | 1–1 |
| Freiburg                 | 1–1 | 0–1 | 1–3 | 2–2 | 1–0 | 1–0 | 0–2 | —   | 2–1 | 1–0 | 1–2 | 3–0 | 0–2 | 2–1 | 4–0 | 3–1 | 0–1 | 1–0 |
| Hertha Berlim            | 2–0 | 2–0 | 0–4 | 1–2 | 0–0 | 1–4 | 3–1 | 1–0 | —   | 2–3 | 0–5 | 1–3 | 2–1 | 2–4 | 0–0 | 4–0 | 2–2 | 0–3 |
| Hoffenheim               | 2–4 | 2–1 | 0–6 | 2–1 | 0–3 | 1–2 | 1–1 | 0–3 | 0–3 | —   | 3–1 | 1–5 | 3–0 | 0–2 | 2–0 | 4–0 | 3–2 | 2–3 |
| Köln                     | 1–1 | 2–0 | 1–4 | 1–3 | 0–1 | 1–1 | 2–2 | 4–0 | 0–4 | 1–2 | —   | 2–2 | 3–0 | 2–4 | 3–0 | 1–2 | 1–0 | 3–1 |
| Mainz 05                 | 0–1 | 0–1 | 1–3 | 0–4 | 1–3 | 2–1 | 1–1 | 1–2 | 2–1 | 0–1 | 3–1 | —   | 2–0 | 0–5 | 0–0 | 2–3 | 3–1 | 0–1 |
| Paderborn                | 0–1 | 1–4 | 2–3 | 1–6 | 1–3 | 2–1 | 2–0 | 1–3 | 1–2 | 1–1 | 1–2 | 1–2 | —   | 2–3 | 1–5 | 1–1 | 1–5 | 2–4 |
| RB Leipzig               | 3–1 | 1–1 | 1–1 | 0–2 | 2–2 | 2–1 | 2–2 | 1–1 | 2–2 | 3–1 | 4–1 | 8–0 | 1–1 | —   | 1–3 | 3–1 | 3–0 | 1–1 |
| Schalke 04               | 0–3 | 1–1 | 0–3 | 0–0 | 2–0 | 1–0 | 3–3 | 2–2 | 3–0 | 1–1 | 1–1 | 2–1 | 1–1 | 0–5 | —   | 2–1 | 0–1 | 1–4 |
| Union Berlin             | 2–0 | 2–3 | 0–2 | 3–1 | 2–0 | 1–2 | 3–0 | 2–0 | 1–0 | 0–2 | 2–0 | 1–1 | 1–0 | 0–4 | 1–1 | —   | 1–2 | 2–2 |
| Werder Bremen            | 3–2 | 1–4 | 0–1 | 0–2 | 0–0 | 0–3 | 1–3 | 2–2 | 1–1 | 0–3 | 6–1 | 0–5 | 0–1 | 0–3 | 1–2 | 0–2 | —   | 0–1 |
| Wolfsburg                | 0–0 | 0–2 | 0–4 | 0–2 | 2–1 | 1–2 | 1–1 | 2–2 | 1–2 | 1–1 | 2–1 | 4–0 | 1–1 | 0–0 | 1–1 | 1–0 | 2–3 | —   |

| Vitória do mandante; Vitória do visitante; Empate. | Jogos em negrito significa que há um artigo sobre a rivalidade entre as duas equipes. |

## Desempenho por rodada
Clubes que lideraram o campeonato ao final de cada rodada:
| 1   | 2   | 3   | 4   | 5   | 6   | 7   | 8   | 9   | 10  | 11  | 12  | 13  | 14  | 15  | 16  | 17  | 18  | 19  | 20  | 21  | 22  | 23  | 24  | 25  | 26  | 27  | 28  | 29  | 30  | 31  | 32  | 33  | 34  |
| BVB | BVB | RBL | RBL | RBL | BMU | BMG | BMG | BMG | BMG | BMG | BMG | BMG | BMG | RBL | RBL | RBL | RBL | RBL | BMU | BMU | BMU | BMU | BMU | BMU | BMU | BMU | BMU | BMU | BMU | BMU | BMU | BMU | BMU |

Clubes que ficaram na última posição do campeonato ao final de cada rodada:
| 1   | 2   | 3   | 4   | 5   | 6   | 7   | 8   | 9   | 10  | 11  | 12  | 13  | 14  | 15  | 16  | 17  | 18  | 19  | 20  | 21  | 22  | 23  | 24  | 25  | 26  | 27  | 28  | 29  | 30  | 31  | 32  | 33  | 34  |
| UNB | MAI | MAI | HER | PAD | PAD | PAD | PAD | PAD | PAD | PAD | PAD | PAD | KÖL | PAD | PAD | PAD | PAD | FOR | PAD | PAD | PAD | PAD | PAD | PAD | PAD | PAD | PAD | PAD | PAD | PAD | PAD | PAD | PAD |

## Play-off do rebaixamento

### Jogo de ida
| 2 de julho de 2020 | Werder Bremen | 0 – 0     | Heidenheim | Weserstadion, Bremen                 |
| 20:30 (UTC+2)      |               | Relatório |            | Público: 0 Árbitro: ALE Felix Zwayer |

### Jogo de volta
| 6 de julho de 2020 | Heidenheim                    | 2 – 2     | Werder Bremen                             | Voith-Arena, Heidenheim             |
| 20:30 (UTC+2)      | Kleindienst 85', 90+7' (pen.) | Relatório | Theuerkauf 3' (g.c.) · Augustinsson 90+4' | Público: 0 Árbitro: ALE Felix Brych |

2–2 no placar agregado. O Werder Bremen venceu pelos gols fora e, portanto, ambos os clubes permanecem em suas respectivas ligas.

## Estatísticas
| Pos. | Jogador               | Equipe              | Gols |
| ---- | --------------------- | ------------------- | ---- |
| 1    | Robert Lewandowski    | Bayern de Munique   | 34   |
| 2    | Timo Werner           | RB Leipzig          | 28   |
| 3    | Jadon Sancho          | Borussia Dortmund   | 17   |
| 4    | Wout Weghorst         | Wolfsburg           | 16   |
| 5    | Rouwen Hennings       | Fortuna Düsseldorf  | 15   |
| 6    | Jhon Córdoba          | Köln                | 13   |
| 6    | Erling Haaland        | Borussia Dortmund   | 13   |
| 6    | Florian Niederlechner | Augsburg            | 13   |
| 6    | Robin Quaison         | Mainz 05            | 13   |
| 10   | Sebastian Andersson   | Union Berlin        | 12   |
| 10   | Serge Gnabry          | Bayern de Munique   | 12   |
| 10   | Kai Havertz           | Bayer Leverkusen    | 12   |
| 10   | Andrej Kramarić       | Hoffenheim          | 12   |
| 10   | André Silva           | Eintracht Frankfurt | 12   |

| Pos. | Jogador             | Equipe                   | Assis. |
| ---- | ------------------- | ------------------------ | ------ |
| 1    | Thomas Müller       | Bayern de Munique        | 21     |
| 2    | Jadon Sancho        | Borussia Dortmund        | 16     |
| 3    | Thorgan Hazard      | Borussia Dortmund        | 13     |
| 3    | Christopher Nkunku  | RB Leipzig               | 13     |
| 5    | Filip Kostić        | Eintracht Frankfurt      | 11     |
| 6    | Serge Gnabry        | Bayern de Munique        | 10     |
| 6    | Achraf Hakimi       | Borussia Dortmund        | 10     |
| 6    | Alassane Pléa       | Borussia Mönchengladbach | 10     |
| 9    | Maximilian Arnold   | Wolfsburg                | 8      |
| 9    | Vincenzo Grifo      | Freiburg                 | 8      |
| 9    | Christian Günter    | Freiburg                 | 8      |
| 9    | Marcus Thuram       | Borussia Mönchengladbach | 8      |
| 9    | Christopher Trimmel | Union Berlin             | 8      |
| 9    | Timo Werner         | RB Leipzig               | 8      |

### Hat-tricks
Atualizado em 27 de junho de 2020
| Jogador            | Para               | Contra                   | Resultado | Data                    | Ref.   |
| ------------------ | ------------------ | ------------------------ | --------- | ----------------------- | ------ |
| Robert Lewandowski | Bayern de Munique  | Schalke 04               | 3–0       | 24 de agosto de 2019    | [ 44 ] |
| Timo Werner        | RB Leipzig         | Borussia Mönchengladbach | 3–1       | 30 de agosto de 2019    | [ 45 ] |
| Timo Werner        | RB Leipzig         | Mainz 05                 | 8–0       | 2 de novembro de 2019   | [ 46 ] |
| Rouwen Hennings    | Fortuna Düsseldorf | Schalke 04               | 3–3       | 9 de novembro de 2019   | [ 47 ] |
| Philippe Coutinho  | Bayern de Munique  | Werder Bremen            | 6–1       | 14 de dezembro de 2019  | [ 48 ] |
| Robin Quaison      | Mainz 05           | Werder Bremen            | 5–0       | 17 de dezembro de 2019  | [ 49 ] |
| Erling Haaland     | Borussia Dortmund  | Augsburg                 | 5–3       | 18 de janeiro de 2020   | [ 50 ] |
| Robin Quaison      | Mainz 05           | Hertha Berlim            | 3–1       | 8 de fevereiro de 2020  | [ 51 ] |
| Wout Weghorst      | Wolfsburg          | Hoffenheim               | 3–2       | 15 de fevereiro de 2020 | [ 52 ] |
| Timo Werner        | RB Leipzig         | Mainz 05                 | 5–0       | 24 de maio de 2020      | [ 53 ] |
| Jadon Sancho       | Borussia Dortmund  | Paderborn                | 6–1       | 31 de maio de 2020      | [ 54 ] |

### Poker-tricks
Um Poker-trick é quando um jogador faz quatro gols em uma única partida.
| Jogador         | Para       | Contra            | Resultado | Data                | Ref.   |
| --------------- | ---------- | ----------------- | --------- | ------------------- | ------ |
| Andrej Kramarić | Hoffenheim | Borussia Dortmund | 4–0       | 27 de junho de 2020 | [ 55 ] |